# Vitorino dos Piães
Vitorino de Piães é uma povoação portuguesa do Município de Ponte de Lima que foi sede da extinta Freguesia de Vitorino de Piães, freguesia que tinha 13,51 km² de área e 1 537 habitantes (2011), e, por isso, uma densidade populacional de 113,8 hab/km².
A Freguesia de Vitorino de Piães foi extinta (agregada) pela última Reorganização administrativa do território das freguesias, de acordo com a Lei nº 11-A/2013 de 28 de Janeiro, tendo o seu território sido agregado ao da Freguesia de Navió para constituir a Freguesia de Navió e Vitorino dos Piães com sede em Vitorino dos Piães.

## População
| População da freguesia de Vitorino dos Piães | População da freguesia de Vitorino dos Piães | População da freguesia de Vitorino dos Piães | População da freguesia de Vitorino dos Piães | População da freguesia de Vitorino dos Piães | População da freguesia de Vitorino dos Piães | População da freguesia de Vitorino dos Piães | População da freguesia de Vitorino dos Piães | População da freguesia de Vitorino dos Piães | População da freguesia de Vitorino dos Piães | População da freguesia de Vitorino dos Piães | População da freguesia de Vitorino dos Piães | População da freguesia de Vitorino dos Piães | População da freguesia de Vitorino dos Piães | População da freguesia de Vitorino dos Piães |
| -------------------------------------------- | -------------------------------------------- | -------------------------------------------- | -------------------------------------------- | -------------------------------------------- | -------------------------------------------- | -------------------------------------------- | -------------------------------------------- | -------------------------------------------- | -------------------------------------------- | -------------------------------------------- | -------------------------------------------- | -------------------------------------------- | -------------------------------------------- | -------------------------------------------- |
| 1864                                         | 1878                                         | 1890                                         | 1900                                         | 1911                                         | 1920                                         | 1930                                         | 1940                                         | 1950                                         | 1960                                         | 1970                                         | 1981                                         | 1991                                         | 2001                                         | 2011                                         |
| 1 117                                        | 949                                          | 994                                          | 1 021                                        | 1 003                                        | 1 027                                        | 1 032                                        | 1 233                                        | 1 410                                        | 1 326                                        | 1 438                                        | 1 642                                        | 1 627                                        | 1 618                                        | 1 537                                        |

| Distribuição da População por Grupos Etários | Distribuição da População por Grupos Etários | Distribuição da População por Grupos Etários | Distribuição da População por Grupos Etários | Distribuição da População por Grupos Etários | Distribuição da População por Grupos Etários | Distribuição da População por Grupos Etários | Distribuição da População por Grupos Etários | Distribuição da População por Grupos Etários | Distribuição da População por Grupos Etários |
| -------------------------------------------- | -------------------------------------------- | -------------------------------------------- | -------------------------------------------- | -------------------------------------------- | -------------------------------------------- | -------------------------------------------- | -------------------------------------------- | -------------------------------------------- | -------------------------------------------- |
| Ano                                          | 0-14 Anos                                    | 15-24 Anos                                   | 25-64 Anos                                   | > 65 Anos                                    |                                              | 0-14 Anos                                    | 15-24 Anos                                   | 25-64 Anos                                   | > 65 Anos                                    |
| 2001                                         | 355                                          | 277                                          | 757                                          | 229                                          |                                              | 21,9%                                        | 17,1%                                        | 46,8%                                        | 14,2%                                        |
| 2011                                         | 264                                          | 224                                          | 772                                          | 277                                          |                                              | 17,2%                                        | 14,6%                                        | 50,2%                                        | 18,0%                                        |

## Heráldica
Escudo de prata, monte de verde firmado nos flancos e movente da ponta, rematado por pano de muralha de negro, lavrado de prata; em chefe, cruz de Santo André de azul entre dois ramos de oliveira de verde, frutados de negro e postos em pala. Coroa mural de prata de três torres. Listel branco, com a legenda a negro: “VITORINO DE PIÃES“.

## Património
- Castro de Trás de Cidades
- Castro do Alto das Valadas
- Castro do Cresto
- Quinta do Paço (Onde viveu e faleceu o genealogista Manuel José da Costa Felgueiras Gaio 1750-1831)

### Arquitectura civil
- Fontanários
- Residência Paroquial
- Casa do Povo

### Arquitectura religiosa
- Igreja de Stº André (Paróquia)
- Capela de S. Pedro
- Capela de S. Simão
- Capela da Srª. de Lurdes

### Equipamentos religiosos
- Centro paroquial

### Equipamentos civis
- Escola Primária, "Antiga" (modelo do estado novo) (núcleo da cruz vermelha)
- Centro Escolar e Pavilhão Gimnodesportivo
- Estádio Eng. Fernão Magalhães (relva sintética)
- Casa do Povo (extensão de saúde, creche e centro de dia)
- Lavadouro Comunitário, ou Tanque
- Sede da Junta de Freguesia

## Geografia
Vitorino dos Piães faz fronteira com as freguesias de Facha, Fojo Lobal, Cabaços, Friastelas, Navió, Freixo e Poiares (Concelho de Ponte de Lima).

### Lugares
| - Balinho Balte Barreira Cabreira Cacheiro Carcavelos Carreiras Costa |  | - Cresto Grajal Ínsua Outeiro Pereiro Quintas Reborido |  | - Regueira S. Pedro S. Simão Seara Subcasa Vilhadiz Vilarelhos |

## Associações, Movimentos e Coletividades
- Agrupamento de Escuteiros 787 Vitorino dos Piães
- Associação Cultural e Recreativo Danças e Cantares de Vitorino dos Piães
- Associação de Caçadores
- Cruz Vermelha Portuguesa
- Grupo Desportivo de Vitorino dos Piães
- Grupo de Jovens Juventude Jubilar
- Moto Club Os Mouros
- Associação Juventude de Piães